# Per Bjurström
Per-Gunnar Bjurström, född 28 mars 1928 i Stockholm, död 4 september 2017, var en svensk konsthistoriker och museiman.
Per Bjurström blev fil. lic. vid Uppsala universitet 1952 och fil. dr 1961 med doktorsavhandlingen Giacomo Torelli and Baroque Stage Design. 
Han anställdes vid Nationalmuseum 1950, blev förste intendent där 1968 och var överintendent vid Statens konstmuseer 1980–1989. År 1968 blev han gästprofessor vid Yale University och 1989 professor i konstvetenskap. 
Bjurström var styrelseledamot i Föreningen för grafisk konst, Sveriges allmänna konstförening, Konsthistoriska sällskapet, Prins Eugens Waldemarsudde och Föreningen Drottningsholmsteaterns vänner. Han var ledamot av Statens konstråd. År 1981 invaldes han som ledamot i Kungliga Vitterhetsakademien 1981 och var hedersledamot i Konstakademien sedan 1985.
Bjurström var son till försäkringstjänstemannen Gunnar Bjurström och Claire, född Hellgård. Han var gift 1957–1983 med Eva Gunnars och, sedan 1985 gift med Görel Cavalli-Björkman. Han är begravd på Lidingö kyrkogård.